# Provincia Valparaíso

Provincia Valparaíso

Provincia Valparaíso este o provincie administrativă din regiunea Valparaíso în Chile. Capitala provinciei este orașul Valparaíso.